# Lars Bom

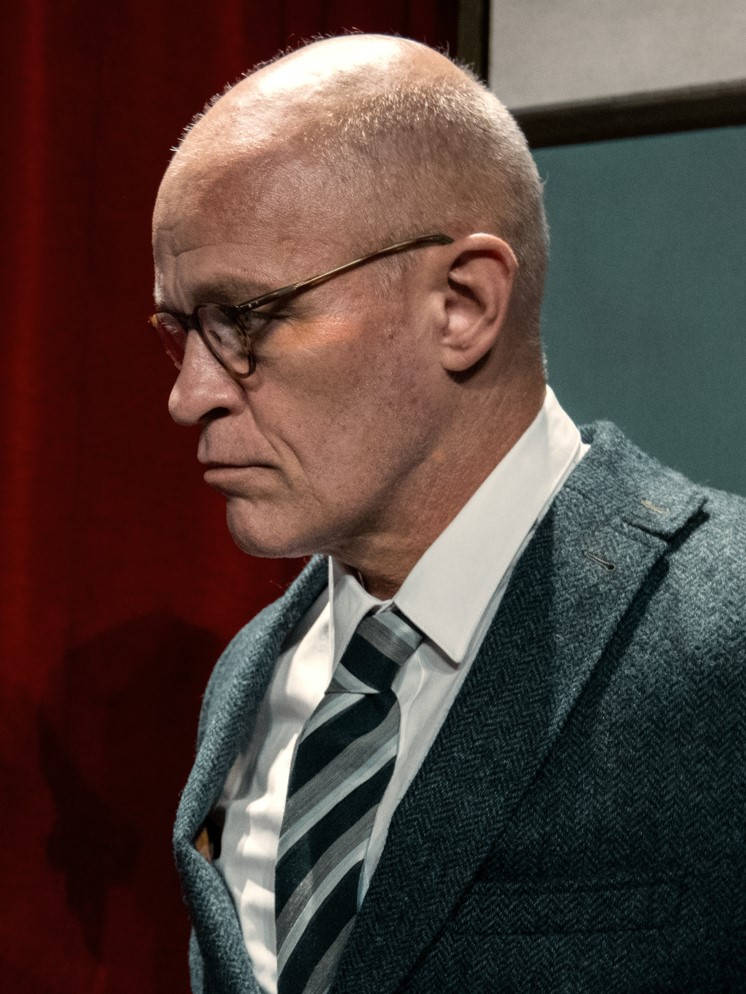
Lars Bom, 2016

Lars Bom (* 8. April 1961 in Søborg, Gribskov Kommune) ist ein dänischer Schauspieler.

## Leben
Lars Bom wuchs als Sohn von Poul Flemming (1926–2014) und dessen Frau Iris Bom (1926–2007) gemeinsam mit zwei Brüdern und zwei Schwestern in der Kleinstadt Søborg in der Gribskov Kommune auf.
Nach seinem Schulabschluss absolvierte er von 1979 bis 1982 seine Schauspielausbildung an der Staatlichen Theaterhochschule in Kopenhagen. Sein Bühnendebüt als Darsteller hatte er im Jahr 1982 am Aalborg-Theater. Als Bühnendarsteller wirkte er in zahlreichen Theaterstücken, Kabarett-Programmen und in Musicals wie beispielsweise in Die Olsenbande und das russische Juwel mit, wo er die Rolle des Hallandsen spielte. Er stand unter anderem auch am Odense Teater, am Königlichen Theater Kopenhagen, am Folketeatret, am Gladsaxe-Theater, am Gronnegards-Theater, am Betty-Nansen-Theater oder am Theater Helsingør auf der Bühne. Seit 1983 hat Bom als Schauspieler vor der Kamera in bislang mehr als 40 Film-und-Fernsehproduktionen mitgewirkt. Für sein filmisches Schaffen wurde er einmal mit dem Bodil und mit dem Robert als Bester Nebendarsteller ausgezeichnet. Er führte bei einem Spielfilm die Regie und ist als Drehbuchautor für Fernsehserien tätig. Er ist zudem als Synchronsprecher für Animationsfilme und Zeichentrickfilme aktiv, wie beispielsweise für Ronal der Barbar.
Lars Bom ist geschieden und Vater eines Sohnes und einer Tochter. Er lebt in Kopenhagen.

## Filmografie (Auswahl)
- 1983: Die Unanständigen
- 1988: Time Out
- 1989: Station 13 (Fernsehserie, 5 Folgen)
- 1989: Valby – Das Geheimnis im Moor
- 1995: Who’s Hitler?
- 1996: Pusher
- 1998: Skyggen
- 1998: Webmaster
- 2001: Plan B
- 2002: Kletter-Ida
- 2004: Wer den Wolf fürchtet
- 2005: Aurora Borealis
- 2005: Träumer schießen keine Tore
- 2007: Alien Teacher
- 2009: The Beast (Fernsehserie, 1 Folge)
- 2010: In einer besseren Welt
- 2014: Dicte (Fernsehserie, 2 Folgen)
- 2016: Slush Ice
- 2019: GG Horsens (Fernsehserie, 3 Folgen)
- 2023: Bag enhver mand